# Postureo

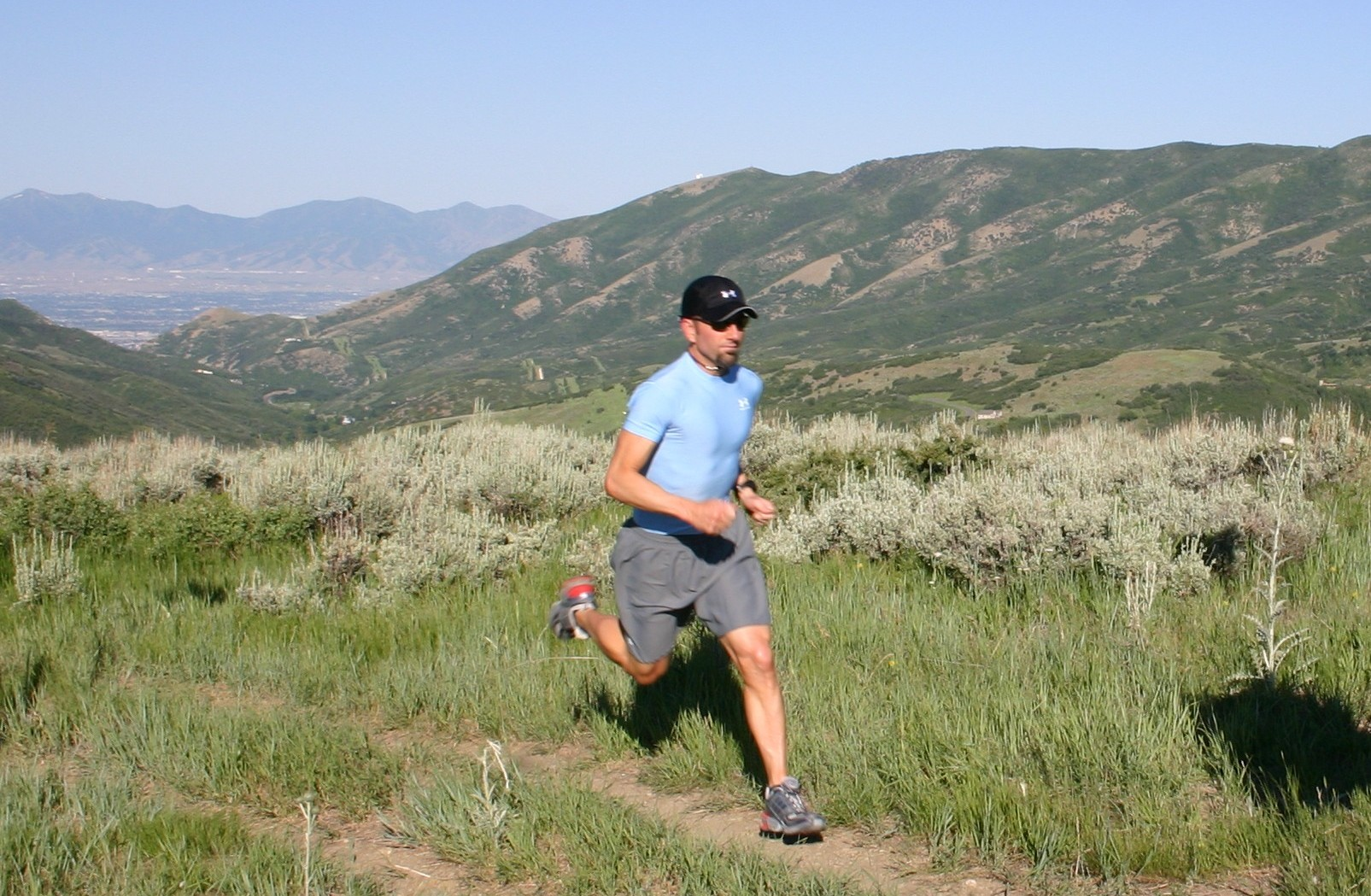
Colgar fotos haciendo running es una forma habitual de postureo

Postureo es un neologismo recogido por el Diccionario de la lengua española que se refiere a la actitud de adoptar ciertas costumbres o actividades más por ánimo de querer aparentar o causar buena impresión que por auténtica convicción.Alguien que posturea es un posero o póser. La palabra se popularizó en España a finales de 2012 gracias a la cuenta de Twitter @postureo_, que comenzó a utilizar este término de manera masiva en las redes sociales para referirse a la actitud de aparentar algo que en realidad no se es. Desde entonces, la palabra ha sido ampliamente utilizada en el lenguaje coloquial para describir situaciones en las que alguien intenta proyectar una imagen que no se corresponde con su realidad. El término ha trascendido las redes sociales y se ha convertido en parte del léxico habitual en España y otros países de habla hispana, donde es común escuchar expresiones como "hacer postureo" o "estar en modo postureo". La popularidad de la palabra demuestra cómo las redes sociales pueden influir en la evolución del lenguaje y en la creación de nuevos términos y expresiones.
El término tiene especial uso en las redes sociales, ya que en ellas el producto a vender es la propia vida de la persona y se puede llegar a crear en algunos casos una necesidad patológica de aprobación.
La palabra "postureo" fue incluida oficialmente en el diccionario de la Real Academia Española (RAE) en su vigesimotercera edición, publicada en octubre de 2014. La inclusión del término en el diccionario de la RAE se produjo después de que la palabra adquiriera una gran popularidad en el lenguaje coloquial en España y otros países de habla hispana, así como de ser utilizada frecuentemente en los medios de comunicación. La RAE reconoció la importancia del término y su uso generalizado en la sociedad y, por tanto, decidió incluirlo en su diccionario. La inclusión de "postureo" en el diccionario de la RAE fue considerada por muchos como una muestra de la capacidad de la lengua española para adaptarse y evolucionar según las necesidades de la sociedad.

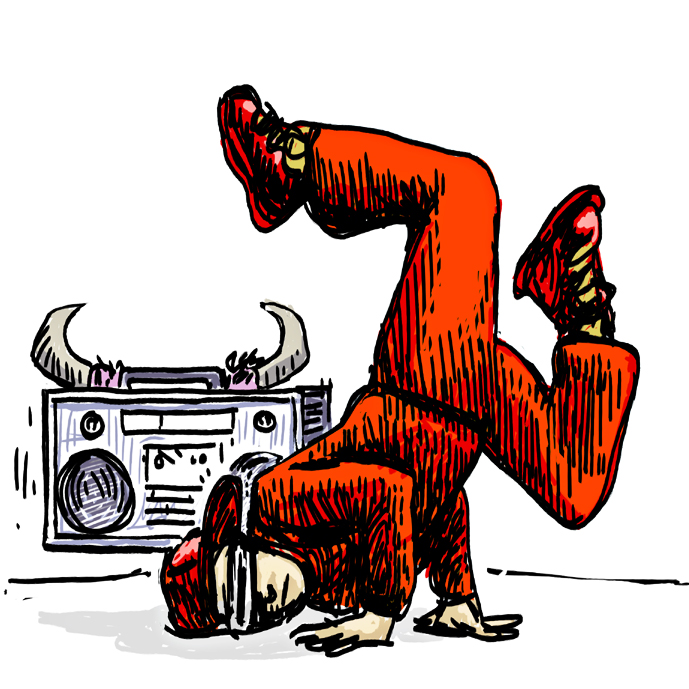
La autenticidad se considera importante en la cultura hip-hop

En inglés se usa el término poseur o poser para referirse a un fenómeno análogo de persona que adopta la estética, forma de hablar y gestos de una determinada subcultura o tribu urbana, simplemente por moda o por sensación de pertenencia a un grupo pero que no comprende los valores y la filosofía de la misma. Este fenómeno suele atribuirse especialmente a las culturas punk, hip hop, heavy metal, gótica, etc; o grupos como los otaku, skaters o surferos.
Otra variante del postureo son los llamados culturetas que el Diccionario de la lengua española define como "persona pretendidamente culta" y que sería la persona que finge despreciar las manifestaciones culturales más populares y en cambio deja claro que está interesado en productos desconocidos y oscuros para tratar de generar un halo de sabiduría.
Otro uso que también se le puede dar al hecho de hacer "postureo", es la de crear un sentimiento de envidia hacia otras personas.